# SSKカリシア・カリシュ
SSKカリシア・カリシュ（SSK Calisia Kalisz）は、ポーランド・カリシュを本拠地とする女子バレーボールクラブ。1989年に創設。2009/10シーズンを最後に解散。

## 主な成績
ポーランドリーグ
- 優勝：1997、1998、2005、2007

 ポーランドカップ
- 優勝：1996、1998、1999、2007

## 歴代所属選手
- マリア・リクトラス
- マウゴジャータ・グリンカ
- アンナ・バランスカ
- エレオノーラ・ジェキェビッチ
- 田中聖美
- ストラーシミラ・フィリポヴァ